# Diadia
Diadia est un village de l'arrondissement de Bagou dans la commune de Gogounou le tout dans le département de l’Alibori au nord du Bénin. Diadia est située à proximité de Saro et Kali. Elle possède un climat de savane à hiver sec.  Les principales langues parlées sont le Peulh et le Bariba. Les activités menées sont l’agriculture et l’élevage,,. 